# Victor Ferreyra (Fußballspieler)
Victor Hugo Ferreyra (* 24. Februar 1964 in Río Tercero) ist ein ehemaliger argentinischer Fußballspieler.

## Karriere

### Verein
Ferreyra begann seine Karriere bei Racing de Córdoba, wo er von 1984 bis 1988 spielte. Danach spielte er bei San Lorenzo (1988–1991) und Dundee United (1991–1993). 1993 folgte der Wechsel zu Urawa Red Diamonds. Anschließend wechselte er jede Saison den Verein. 1998 beendete er seine Spielerkarriere.

### Nationalmannschaft
Im Jahr 1991 debütierte Ferreyra für die Argentinische Fußballnationalmannschaft. Er bestritt insgesamt zwei Länderspiele für Argentinien.